# Michelle Muldrow
Michelle Anne Muldrow (nacida en 1968) es una pintora estadounidense conocida por sus coloridas composiciones que presentan paisajes interiores familiares de grandes tiendas minoristas.Las pinturas están a medio camino entre la abstracción y la realidad y representan, en palabras de la artista "(...)no solo el espacio estructural real y el caos abrumador de los bienes, sino también la psicología y la lengua vernácula del consumismo estadounidense ". Muldrow trabaja con gouache, una pintura tradicional a base de agua similar a la acuarela, pero más opaca. Sus composiciones se basan en los estándares de la pintura de paisajes tradicional, utilizándolas en temas no tradicionales. Los críticos han indicado que las pinturas, ya representen el interior de una tienda minorista, un paisaje posindustrial o una vista aérea reconstruida de una base militar, dan la impresión de que "ella está sosteniendo un espejo para (....) la existencia de una era o una generación (...) ”.

## Educación
1986-1990: Universidad de Minnesota, Licenciatura en Bellas Artes 
2004: Residencia artística de verano de Cooper Union 

## Premios
2009: Beca Creative Workforce Fellowship, condado de Cuyahoga, Ohio 

## Publicaciones
2010: Nuevas pinturas americanas, edición Medio Oeste 